# 28345 Akivabarnun
28345 Akivabarnun este o planetă minoră (asteroid), cu un diametru de 10,562 km, din centura de asteroizi. A fost descoperită pe 22 martie 1999 la Stația Anderson Mesa de Lowell Observatory Near-Earth-Object Search și a fost numită după Akiva Bar-Nun⁠(d). 
Obiectul prezintă o orbită caracterizată de o semiaxă mare de 3,0651887 UAi, o excentricitate de 0,14, o înclinație de 3,13205 ° în raport cu ecliptica.